# 봉선
봉선(封禪)은 제왕이 하늘과 땅에 왕의 즉위를 고하고, 천하의 태평함에 감사하는 의식이다.
고대 중국에서 비롯된 것으로, 진나라 시황제 이전에 72인의 제왕이 이 의식을 행하였다고 《사기》에는 전하고 있다. 봉선의 역사는 고대 중국의 전설적인 군주인 삼황오제에 의해 거행된 것을 최초로 꼽고 있으나, 삼황오제 자체가 전설에 해당하는 시대의 군주이니만큼 상세한 것은 알 수 없다.
시황제 이후 전한의 무제나 당나라의 고종, 북송의 진종 등 십수 명의 황제가 봉선의식을 행한 것으로 알려져 있다.

## 개요
역사 기록으로 확인할 수 있는 봉선 의식의 기원은 춘추 전국 시대로, 제(齊), 노(鲁)의 유사(儒士)들은 제와 노 양국의 경계에 위치해 있었던 태산(泰山)을 천하에서 가장 높은 산이라 하며 인간 세상에서 가장 높은 자인 제왕이 천하에서 가장 높은 태산 꼭대기에 올라 지고한 하늘의 신령께 제사를 올려야 마땅하다고 주장했고, 제, 노에서 태산에 제사하던 의식이 진의 통일 이후 제국의 망제(望祭)로까지 확대되어 봉선(封禅)이라는 이름이 붙게 되었다.
봉선 의식에 대한 기록으로 가장 오래된 것은 사마천이 지은 《사기》(史記) 권28 봉선서(封禪書)6으로 관중(管仲)이 봉선(封禅)을 논한 내용을 들어 고대에는 태에서 봉(封)을, 양부(梁父)에서 선(禪)을 행한 제왕이 72명이 있었는데 관중 노인은 12명만을 기록하였다고 적고 있으며, 고대의 신화적인 군주인 무회씨(無懷氏)에서 주 성왕(周成王)에 이르기까지 모두 천명을 받고 난 다음 봉선 의식을 행하였다고 한다.
《사기》의 주석서인 《사기삼가주》(史記三家注)에 따르면 "정의(사기정의史記正義)에는 태산 꼭대기에 흙으로 단을 쌓아 하늘에 제사하고 하늘의 공(功)에 보답하는 것이 봉(封)이며, 그 태산 아래에 있는 작은 산의 땅을 평평하게 골라 땅의 공에 보답하는 것을 선(禅)이라고 한다"(正義此泰山上築土為壇以祭天，報天之功，故曰封．此泰山下小山上除地，報地之功，故曰禪)고 적고, 이어 《오경통의》(五経通義)를 인용해 "역성혁명으로 왕이 된 자가 태평성세를 맞이했을 때는 반드시 태산에 봉을 행한다"(易姓而王，致太平，必封泰山)고 적고 있다. 《사기》의 기록에는 관중이 섬겼던 제 환공(桓公)이 이를 행하려 하자 관중이 이를 간언하는 장면이 있는데, 관중이 예로부터의 봉선을 행한 제왕들을 열거하면서 설득하는 것으로 이 기록을 통해 시황제 이전의 봉선 의식의 존재 유무를 추론하는 논거가 되고 있다.
진의 시황제는 통일 제국의 황제가 된 이후 기원전 219년 군현을 순수하면서 옛 노 땅의 유사들과 봉선 의식의 전례를 토론하였는데, 연대가 워낙 오래된 데다 의식도 끊어져 버려서 박사(유학자)들의 의견이 분분한 가운데 진의 시황제가 나서서 진 고유의 제천 의식에 맞춰 태산에서 먼저 봉례를 행한 다음 양부에서 선례를 행하는 방식으로 봉선의식을 행했다. 이때의 의식 내용은 비밀에 붙여져서 실제로 어떻게 이루어졌는지 알려져 있지 않다.
한(漢) 문제(文帝) 13년(기원전 167년) 문경지치라 불리는 태평성세에 맞춰 봉선의식이 거론되었으나 시행에 옮겨지지는 않았고, 무제 이후 경제가 호전되자 유학자인 조관(趙绾), 왕장(王臧) 등에게 명해 제왕의 순수와 봉선, 개력(改曆) 및 복색(服色)에 관한 일을 상고하도록 했는데, 두태후(窦太后)의 강한 반대로 또한 실행되지는 못했다가 원봉(元封) 원년(기원전 110년)에 드디어 무제는 봉선을 행하였다. 한 무제가 행한 봉선의 구체적인 의식 대부분은 도교 방사(方士)들을 불러서 행한 것으로 다소 신비주의적인 경향에 치우쳤으며, 사관은 그 상세한 것을 알지 못했다고 한다. 이때에 태산에서 봉을, 숙연산(태산 동북쪽)에서 선을 행하고 이를 계기로 연호를 원봉(元封)으로 고쳤다. 그 뒤 5년에 한 번씩 봉선을 행하였으며, 전후로 모두 다섯 번의 봉선이 이루어졌다.
동한(東漢) 건무(建武) 30년(54년) 장순(張纯) 등의 대신이 봉선을 행할 것을 광무제(光武帝)에게 아뢰었고 광무제는 처음에는 자신의 부덕함을 이유로 사양했으나, 2년 뒤인 서기 56년에 "赤劉之九，會命岱宗"라는 참문(讖文)이 발견된 것을 계기로 양송(梁松) 등에게 9세(九世)의 봉선 의식에 대한 전례를 상고할 것을 명했고 마침내 동쪽을 순수하면서 태산에서 봉, 양음(梁阴)에서 선을 행하고 연호를 중원(中元)으로 고쳤다.
그 뒤 중국의 역사에서 당 고종, 송 진종은 물론 만주족 청(淸) 왕조의 강희제(康熙帝)와 건륭제(乾隆帝) 등이 모두 봉선의식을 행하였다. 당 고종 때의 봉선에서는 중국 역사상 유일한 여자 황제가 되는 무측천(武則天) 역시 고종을 따라 황후의 신분으로 봉선에 참여하였으며, 당 고종 사후 측천 자신이 황제로 즉위한 뒤에는 숭산(嵩山)에서 봉선을 행했다. 당 태종(唐太宗)의 경우 정관(貞觀) 6년(631년) 스스로 공적이 높고 덕행이 두터우며 나라가 잘 다스려져서 오곡도 풍성하게 잘 익고 있다 자평하며 봉선을 행하려 했으나, "백성들 사이에 아직 폐하의 은혜와 은택이 구석구석 퍼지지도 못했고, 지금 봉선 의식을 행하기에 국고의 재정이 그렇게 풍족한 것도 아니다"라는 위징(魏徵)의 간언으로 그만두었다고 한다(《정관정요》).

## 같이 보기
- 타이 산